# Андриенко, Александр Егорович
Александр Егорович Андриенко (7 января 1923 — 15 марта 1988) — разведчик 1086-го стрелкового полка 323-й стрелковой дивизии 33-й армии 1-го Белорусского фронта, рядовой. Полный кавалер ордена Славы.

## Биография
Родился 7 января 1923 года в деревне Радеево Буда-Кошелёвского района Гомельской области Белоруссии в крестьянской семье. Белорус. Окончил 6 классов школы. Работал в колхозе.
После оккупации гитлеровцами Гомельской области был партизанским связным. В Красной Армии с ноября 1943 года. Участник Великой Отечественной войны с декабря 1943 года в должности стрелка роты автоматчиков 1086-го стрелкового полка.
В составе сапёрного отделения в ночь на 24 июня 1944 года северо-западнее города Рогачёв под сильным огнём проделал проходы в проволочном заграждении и минном поле, чем способствовал успешному продвижению нашей пехоты. 28 июня 1944 года приказом командира 323-й стрелковой дивизии награждён орденом Славы 3-й степени.
В бою 26 августа 1944 года на подступах к населённому пункту Ломжа, в группе автоматчиков блокировал и штурмовал дот противника, уничтожив при этом 2 солдат и захватив пулемёт. При отражении контратаки был ранен, но поля боя не покинул и продолжал выполнять боевую задачу. 30 сентября 1944 года приказом по 3-й армии награждён орденом Славы 2-й степени.
Разведчик 1086-го стрелкового полка рядовой А. Е. Андриенко 14 января 1945 года, действуя в танковом десанте западнее города Люблин, вывел из строя орудие противника и истребил пятерых противников. В последующих боях взял в плен 2 офицеров и до 10 солдат. Указом Президиума Верховного Совета СССР от 24 марта 1945 года рядовой Андриенко Александр Егорович награждён орденом Славы 1-й степени.
В 1945 году ефрейтор А. Е. Андриенко демобилизован. Жил в родной деревне. Работал на экспериментальной базе. Умер 15 марта 1988 года.
Награждён орденом Отечественной войны 1-й степени, орденами Славы 3-х степеней, медалями.